# Hanna Lindqvist (politiker)
Hanna Catarina Lindqvist, född 4 april 2004 i Ängelholm, är en svensk politiker (miljöpartist). Lindqvist är sedan 8 februari 2025 språkrör för Grön Ungdom tillsammans med Anton Bylin.

## Politisk karriär
Lindqvist har, innan hon valdes till språkrör, bland annat varit Grön Ungdoms jämställdhets- och utbildningspolitiska talesperson. Hon har även varit språkrör för Grön Ungdom Syd, och blev i valet 2022 invald som kommunfullmäktigeledamot för Miljöpartiet i Ängelholms kommun.